# 赤胫散黑粉菌
赤胫散黑粉菌（学名：Ustilago tuberculiformis）是属于黑粉菌目黑粉菌科黑粉菌属的一种真菌，寄生在赤胫散上。该种分布于中国、印度。